# Fernando de Gonzaga-Nevers
Fernando de Gonzaga-Nevers (em francês:  Ferdinand de Gonzague-Nevers;  Charleville, 17 de junho de 1610 - Charleville, 25 de maio de 1632), era um nobre francês, pertencente aos Gonzaga-Nevers, ramo da dinastia italiana dos Gonzaga.

## Biografia
Fernando era o filho mais novo de Carlos Gonzaga, duque de Nevers , duque dr Rethel e príncipe de Arches no momento do seu nascimento. A sua mãe era Catarina de Mayenne, filha do célebre Mayenne , o chefe da Liga Católica, morto em 1611, e irmã de Henrique, 2.º Duque de Mayenne.
Os seus irmãos mais velhos eram Francisco de Gonzaga-Nevers (1606-1622) e Carlos de Gonzaga-Nevers (1609-1631).
Assim, em 1631, quando da morte do seu irmão Carlos (que deixara um filho com quase 2 anos), Fernando herda a herança materna, os títulos de duque de Mayenne e de Aiguillon, bem como os de marquês de Villars, conde de Maine, de Tende e de Sommerive. A herança paterna ficaria para seu sobrinho.
Em 1627, na sequência da Guerra da Sucessão de Mântua, o seu pai tornar-se-á, duque soberanos de Mântua e de Monferrato, pelo que se torna herdeiro presuntivo desses estados.
Essa situação durará menos de um ano uma vez que ele vem a falecer a 25 de maio de 1632, com 22 anos, e é o seu sobrinho Carlos II de Mântua que se tornará o herdeiro de todo o património dos Gonzaga-Nevers (quer o património em França, quer os dois ducados soberanos na Itália)
Apenas o ducado de Aiguillon será requisitado pelo Cardeal Richelieu, ministro-chefe de Luís XIII, que o reintegra na Coroa de França.
Fernando vem a falecer sem aliança e sem descendência.